# Milkor MGL
MGL (Multiple Grenade Launcher) hay M32 là loại súng phóng lựu ổ quay bán tự động sử dụng loại lựu đạn cỡ 40 mm được phát triển và chế tạo bởi công ty Milkor tại Nam Phi. Đây là loại súng phóng lựu bắn loạt đầu tiên trên thế giới được sản xuất hàng loạt. Lực lượng Quốc phòng Nam Phi đã đề ra một khái niệm về một loại súng phóng lựu bắn được nhiều lần vào năm 1981. Ngay sau đó nguyên tắc hoạt động này đã được chấp nhận và nghiên cứu một cách nghiêm túc với một dự án nghiêm ngặt, sau khi phát triển thì việc chế tạo đã bắt đầu từ năm 1983. Kể từ khi được chế tạo MGL đã được sử dụng tại 30 quốc gia khác nhau vì có độ tin cậy trong các môi trường khắc nghiệt như rừng mưa nhiệt đới hay sa mạc.
MGL giúp tăng hỏa lực của nhóm tác chiến nhỏ lên rất nhiều khi so sánh với các loại súng phóng lựu khác như M79 hay M203. Nó được thiết kế đơn giản, chắc chắn và đáng tin cậy. Thiết kế ổ quay vốn đã được chứng minh từ rất lâu về độ tin cậy của nó cũng như có tốc độ bắn khá cao nếu biết cách bóp cò liên tục. Loại súng này có thể được sử dụng trong cả mục đích quân sự lẫn thi hành công vụ. Nó có thể sử dụng các loại lựu đạn khác nhau như nổ mạnh, nổ mạnh xuyên giáp, các loại đạn chống bạo động hay pháo sáng.

## Thiết kế
MGL sử dụng cơ chế hoạt động kép với ổ đạn xoay 6 viên sử dụng loại lựu đạn 40x46mm. Ổ đạn sẽ tự xoay theo chiều kim đồng hồ sau mỗi lần bóp cò. Khi nạp đạn thì nó có một nút kéo nằm phía trước ổ đạn song song nòng súng khi kéo ra thì ổ đạn sẽ được mỏ khóa và có thể đẩy sang một bên để nạp những quả lựu đạn mới. Nút khóa an toàn nằm phía bên phải sau cò súng, loại súng này cũng được thiết kế để tránh việc vô tình khai hỏa khi làm rơi.
Các chi tiết của súng được làm bằng thép. Ổ đạn được gắn với một lò xo xoắn để nó có thể kéo ổ đạn quay khi bắn vì thế nên sau khi bắn xong một ổ và nạp xong ổ đạn mới thì phải quay ổ đạn theo hướng ngược chiều kim đồng hồ để lên dây cót. Một xi lanh được gắn vào dùng để cố định ổ đạn không bị lực kéo lò xo làm quay khi không cần thiết, khi bắn áp lực khí từ viên đạn sẽ mở khóa xi lanh và lò xo sẽ làm quay ổ đạn để nạp viên đạn mới và nó sẽ thực hiện liên tục như thế cho đến khi hết đạn. Báng súng của MGL có thể có thể gấp lại để tiết kiệm không gian khi di chuyển.
Hệ thống ngắm cơ bản của MGL là hệ thống nhắm chuẩn trực nó cho phép xạ thủ ngắm mục tiêu với một chấm trong hệ thống và xạ thủ chỉ việc chỉnh chấm đó đến đúng mục tiêu mà không cần phải canh qua khe như điểm ruồi giúp tiết kiệm thời gian nhắm cho xạ thủ. Hệ thống ngắm này giúp cho xạ thủ có thể ngắm mục tiêu bằng cả hai mắt với một mắt nhìn vào hệ thống và một mắt nhìn mục tiêu ở bên ngoài giúp cho việc xác định mục tiêu dễ dàng hơn mà không bị thị sai ảnh hưởng nhiều đến độ chính xác.

## Các phiên bản
- MGL Mk 1: Mẫu được tổng hợp các nâng cấp sau một thập niên sử dụng cho nhiều quốc gia khác nhau để thích hợp và tăng độ tin cậy hơn với các môi trường khác nhau. Các khẩu được chế tạo trước đó có thể dễ dàng nâng cấp lên thành Mk 1.
- MGL Mk 1S: Mẫu mà khung súng được làm bằng thép không gỉ thay thế cho nhôm để tăng thêm độ bền cho súng. Nó được tích hợp thanh răng để gắn các hệ thống nhắm khác nhau.
- MGL-140 hay Mk 1L: Mẫu giống như Mk 1S nhưng có nòng dài 140 mm và có cấu tạo chuyên dụng cho việc trấn áp bạo động.
- M32: Mẫu chế tạo cho lực lượng hải quân Hoa Kỳ. Nó có hệ thống nhắm cơ bản là hệ thống nhắm phản xạ.
- Mark 14: Mẫu phát triển cho Bộ chỉ huy các hoạt động đặc biệt của Hoa Kỳ, nó có nòng ngắn hơn M32 và các bộ phận được gia cố để sử dụng các loại đạn của riêng lực lượng này vốn có tầm bắn xa hơn M32.

## Các nước sử dụng
- Nam Phi (Tự sản xuất)
- Ấn Độ
- Bangladesh
- Brazil
- Colombia
- Croatia
- Đài Loan
- Gruzia
- Hoa Kỳ
- Malaysia
- Mexico
- Indonesia
- Pakistan
- Peru
- Nhà nước Hồi giáo Iraq và Levant (ISIL)
- Thái Lan
- Thổ Nhĩ Kỳ
- Thụy Điển
- Việt Nam
- Ukraina